# Дружный (Мценский район)
Дру́жный — посёлок в Мценском районе Орловской области России. Входит в состав Карандаковского сельского поселения.

## География
Посёлок находится в северной части Орловской области, в лесостепной зоне, в пределах центральной части Среднерусской возвышенности, к западу от реки Зуша, на расстоянии примерно 6 км (по прямой) к северо-северо-западу (NNW) от Мценска, административного центра района. Абсолютная высота — 227 м над уровнем моря.
Климат
Климат характеризуется как умеренно континентальный с умеренно морозной зимой и теплым, иногда жарким летом. Средняя многолетняя температура самого холодного месяца — января, составляет −9,4 °С, температура самого теплого +19 °С.
Часовой пояс
Посёлок Дружный, как и вся Орловская область, находится в часовой зоне МСК (московское время). Смещение применяемого времени относительно UTC составляет +3:00.

## Население
| 2010 |
| ---- |
| 22   |

Половой состав
По данным Всероссийской переписи населения 2010 года, в гендерной структуре населения мужчины составляли 45,5 %, женщины — соответственно 54,5 %.
Национальный состав
Согласно результатам переписи 2002 года, в национальной структуре населения русские составляли 100 % из 18 чел.